# 利古里亚大区
利古里亚（義大利語：Liguria）是意大利西北部的一个邻海大区，是意大利众大区中第三小的。大区西临法国，北界与皮埃蒙特大区相邻，东临艾米利亚-罗马涅大区及托斯卡纳大区。该区位于利古里亚海沿岸，是第勒尼安海（北地中海）的一部分。
沿岸的狭长地带组成了意属里维耶拉；西面最远的内陆是利古里亚部分的阿尔卑斯山，东面最远的内陆是利古里亚部分的亞平宁山脉。大区首府是热那亚。

## 起源

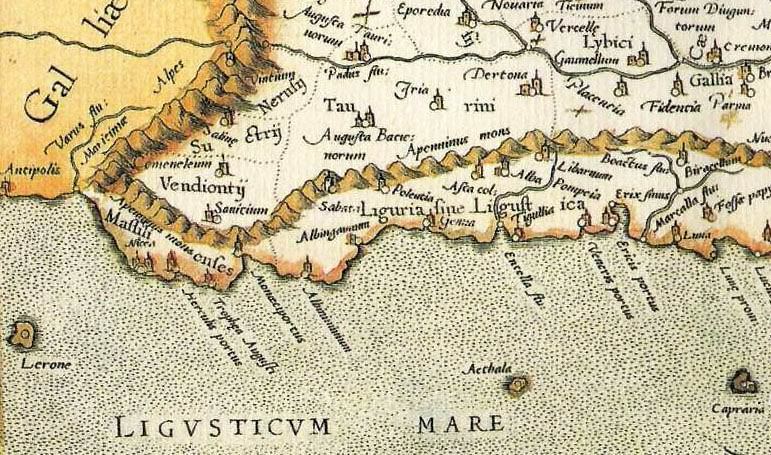
古利古里亚 间 瓦河 馬格拉河

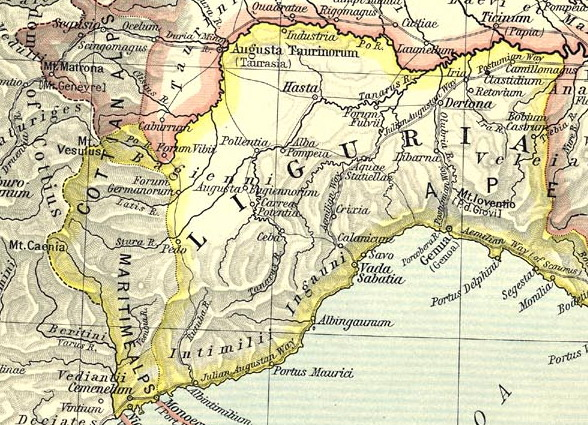
罗马利古里亚 间 瓦河 馬格拉河

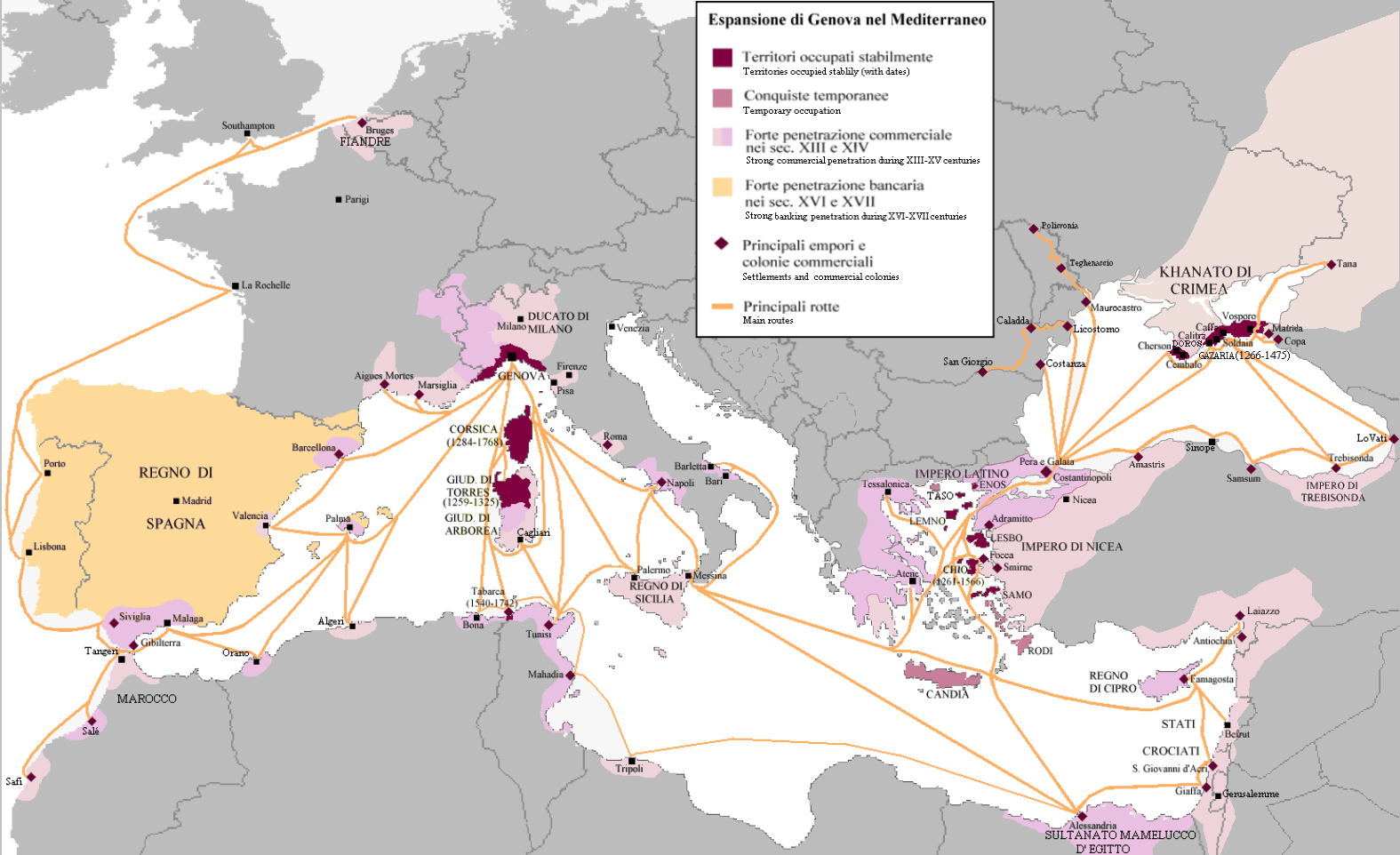
热那亚共和国.

古代的利古里斯人於隆河到阿尔诺河河口的一片地中海海岸定居，但后来高卢人迁移到这里并与利古里斯人融合，出现了高卢-利古里斯人文化。在前2世纪罗马共和国正式征服了这一地区。在中世纪的时候，热那亚逐步控制了利古里亚的大部分，除了15及16世纪早期利古里亚被米兰公国或法国短时间占领之外，其余长时期都由热那亚共和国控制，直至1796年，法国大革命将军拿破仑重新组织该地区为利古里亚共和国为止。利古里亚共和国只存在一段短时间，但是在1805年被并入法国。当1815年拿破仑战争完结之后，该地区又被薩丁尼亞王國吞并。

## 气候
利古里亚海岸属于和暖的地中海气候，与北面几公里外的波河河谷的半-大陆性气候有很大对比；在一月份，热那亚的平均气温大约8-10°C，没有降霜，只是有时会在山脉的内部出现。夏天平均气温大约24-25°C。有时可能会有大量的降雨；山脉非常接近海岸，而制造了地形雨效应，所以热那亚可以一年有接近2000 mm雨量；其它地区反而是正常地中海的雨量（500-800 mm）。
值得注意的要点是，该区除了人口密度高之外，该区一半地区都被森林覆盖。

## 外部連結
- 官方网页（页面存档备份，存于）
- 利古里亚地图
- 那·斯比西亚官方网页（页面存档备份，存于）（意大利语）
- 意大利旅游网-利古里亚